# Paul Palén
Paul Palén (n. 4 aprilie 1881, Garpenberg⁠(d), Comitatul Dalarna, Suedia – d. 12 octombrie 1944, Stockholm, Suedia) a fost un trăgător de tir ce a reprezentat Suedia, medaliat olimpic. A participat la o ediție a Jocurilor Olimpice (1912) în care a câștigat o medalie de aur și o medalie de argint.